# Tacuja Tanaka
Tacuja Tanaka (* 27. listopadu 1982) je japonský fotbalista.

## Reprezentační kariéra
Tacuja Tanaka odehrál 16 reprezentačních utkání. S japonskou reprezentací se zúčastnil Letních olympijských her 2004.

## Statistiky
| Japonsko | Japonsko | Japonsko |
| Roky     | Záp.     | Góly     |
| -------- | -------- | -------- |
| 2005     | 2        | 1        |
| 2006     | 4        | 0        |
| 2007     | 2        | 0        |
| 2008     | 4        | 1        |
| 2009     | 4        | 1        |
| Celkem   | 16       | 3        |